# Calloria galiorum
Calloria galiorum är en svampart som beskrevs av Dennis 1990. Calloria galiorum ingår i släktet Calloria, ordningen disksvampar, klassen Leotiomycetes, divisionen sporsäcksvampar och riket svampar.   Inga underarter finns listade i Catalogue of Life.